# DnaBヘリカーゼ
DnaBヘリカーゼ（DnaB helicase）は真正細菌の持つ酵素で、DNA複製の際に複製フォークを開く働きをする。DNAヘリカーゼの一種。DnaBは始めに負の調節因子であるDnaCとともにDnaAに結合する。DnaCが解離するとDnaBはDnaGに結合する。
大腸菌など多くの真正細菌ではヘリカーゼ分子は六量体をしている。ヌクレオシド三リン酸（NTP）の加水分解から得たエネルギーを駆動力として、DnaBは複製フォークを物理的に半分に裂いている。

## 大腸菌のDnaB
大腸菌では、DnaBは471残基からなる単量体が6つ集まった六量体を形成している。六量体はラギング鎖に結合し、ウリジン三リン酸以外の全てのNTPを加水分解できる。DNA分子の中では環状構造をとり、NTPが結合することによってDnaBが構造変化をおこし、DNA鎖を分離する。